# Bethanagere, Bangalore North
Bethanagere là một làng thuộc tehsil Bangalore North, huyện Bangalore Urban, bang Karnataka, Ấn Độ.